# Donja Rašenica
Donja Rašenica is een plaats in de gemeente Grubišno Polje in de Kroatische provincie Bjelovar-Bilogora. De plaats telt 201 inwoners (2001).